# Душан Кутлешић
Душан Кутлешић (Ужице, 30. октобар 1994) српски је кошаркаш. Игра на позицији бека, а тренутно наступа за Спартак из Суботице.

## Биографија
Кутлешић је поникао у млађим категоријама КК Златибора из Чајетине, свој таленат је брусио у јуниорском саставу ужичке Слободе, а већ током сезоне 2010/11. забележио је прве минуте у њиховом сениорском тиму. Ипак, до веће минутаже и запаженијег учинка дошао је тек у сезони 2012/13. када је био део састава који је по први пут у историји клуба изборио учешћа у Суперлиги и на завршном турниру Купа Радивоја Кораћа. Лета 2014. прешао је у ваљевски Металац и у њему је провео наредне две сезоне. У сезони 2016/17. бранио је боје ФМП-а. У августу 2017. је постао играч Вршца. Током Суперлиге Србије 2018. играо је за чачански Борац. У сезони 2018/19. је био играч Динамика. Сезону 2019/20. почиње у ужичкој Слободи, да би у јануару 2020. прешао у Стеауу из Букурешта. У августу 2020. се враћа у матични Златибор. У сезони 2021/22. као капитен Златибора, предводи тим до трофеја КЛС лиге и АБА 2 лиге, оба пута уз МВП признања. У сезони 2022/23. наступао је за пољског прволигаша Зјелона Гору. У јуну 2023. потписао је за Спартак из Суботице.
Са јуниорском репрезентацијом Србије освојио је бронзу на Европском првенству 2012. и сребро на Светском првенству 2013. године.

## Успеси

### Клупски
- Златибор:
  - Друга Јадранска лига (1): 2021/22.

- Спартак Суботица:
  - Друга Јадранска лига (1): 2023/24.

### Репрезентативни
- Европско првенство до 18 година:  2012.
- Светско првенство до 19 година:  2013.

### Појединачни
- Најкориснији играч плеј-офа Друге Јадранске лиге (1): 2021/22.